# Лонський Дмитро Дем'янович
Лонський Дмитро Дем'янович (1921—1992) — радянський господарник, державний і політичний діяч, Герой Соціалістичної Праці.

## Біографія
Народився в 1921 году в селі Тютюнники Житомирської області. Член КПСС с 1943 року.
Учасник Другої світової війни, санінструктор 19-й окремої стрілецької бригади, старшина санітарної роти 779-го стрілецького полку 227-й Темрюкської Червонознаменної дивізії. З 1946 року — на господарській, громадській та політичній роботі. В 1946—1990 р.р. — агроном, голова колгоспу імені Кірова Чуднівського району Житомирської області.
Наказом Президіуму Верховної ради СРСР від 17 серпня 1988 року присвоєно звання Героя Соціалістичної Праці з врученням ордену Леніна і золотої медалі «Серп і Молот».
Помер в Тютюнниках в 1992 році.